# Campeonato Europeu de Patinação Artística no Gelo de 1959
O Campeonato Europeu de Patinação Artística no Gelo de 1959 foi a quinquagésima primeira edição do Campeonato Europeu de Patinação Artística no Gelo, um evento anual de patinação artística no gelo organizado pela União Internacional de Patinação (em inglês:  International Skating Union) onde os patinadores artísticos competem pelo título de campeão europeu. A competição foi disputada na cidade de Davos, Suíça.

## Eventos
- Individual masculino
- Individual feminino
- Duplas
- Dança no gelo

## Medalhistas
| Evento                        | Ouro                                                     | Prata                                             | Bronze                                      |
| Individual masculino detalhes | Karol Divín · Tchecoslováquia                            | Alain Giletti · França                            | Norbert Felsinger · Áustria                 |
| Individual feminino detalhes  | Hanna Walter · Áustria                                   | Sjoukje Dijkstra · Países Baixos                  | Joan Haanappel · Países Baixos              |
| Duplas detalhes               | Marika Kilius · Hans-Jürgen Bäumler · Alemanha Ocidental | Nina Zhuk · Stanislav Zhuk · União Soviética      | Joyce Coates · Anthony Holles · Reino Unido |
| Dança no gelo detalhes        | Doreen Denny · Courtney Jones · Reino Unido              | Catherine Morris · Michael Robinson · Reino Unido | Christiane Guhel · Jean Paul Guhel · França |

## Resultados

### Individual masculino
| Pos.              | Nome                  | Nacionalidade      |
| ----------------- | --------------------- | ------------------ |
| Medalha de ouro   | Karol Divín           | Tchecoslováquia    |
| Medalha de prata  | Alain Giletti         | França             |
| Medalha de bronze | Norbert Felsinger     | Áustria            |
| 4                 | Alain Calmat          | França             |
| 5                 | Manfred Schnelldorfer | Alemanha Ocidental |
| 6                 | Tilo Gutzeit          | Alemanha Ocidental |
| 7                 | Peter Jonas           | Áustria            |
| 8                 | David Clements        | Reino Unido        |
| 9                 | Hubert Köpfler        | Áustria            |
| 10                | Lev Mikhailov         | União Soviética    |
| 11                | François Pache        | Suíça              |
| 12                | Sergio Brosio         | Itália             |
| 13                | Bodo Bockenauer       | Alemanha Oriental  |
| 14                | Igor Persiantsev      | União Soviética    |
| 15                | Karl Bohringer        | Áustria            |
| 16                | Henryk Hanzel         | Polônia            |
| 17                | Wouter Toledo         | Países Baixos      |
| 18                | Jochen Niemann        | Alemanha Ocidental |

### Individual feminino
| Pos.              | Nome                 | Nacionalidade      |
| ----------------- | -------------------- | ------------------ |
| Medalha de ouro   | Hanna Walter         | Áustria            |
| Medalha de prata  | Sjoukje Dijkstra     | Países Baixos      |
| Medalha de bronze | Joan Haanappel       | Países Baixos      |
| 4                 | Ina Bauer            | Alemanha Ocidental |
| 5                 | Regine Heitzer       | Áustria            |
| 6                 | Jindriska Kramperova | Tchecoslováquia    |
| 7                 | Jana Docekalova      | Tchecoslováquia    |
| 8                 | Dany Rigoulot        | França             |
| 9                 | Diana Clifton-Peach  | Reino Unido        |
| 10                | Liliane Crosa        | Suíça              |
| 11                | Anna Galmarini       | Itália             |
| 12                | Jitka Hlavackova     | Tchecoslováquia    |
| 13                | Carla Tichatschek    | Itália             |
| 14                | Franzi Schmidt       | Suíça              |
| 15                | Carolyn Krau         | Reino Unido        |
| 16                | Nicole Hassler       | França             |
| 17                | Bärbel Martin        | Alemanha Ocidental |
| 18                | Rosuitha Sodoma      | Áustria            |
| 19                | Corinne Altmann      | França             |
| 20                | Helga Zöllner        | Hungria            |
| 21                | Ursel Barkey         | Alemanha Ocidental |
| 22                | Edda Jurek           | Hungria            |
| 23                | Karin Dehle          | Noruega            |
| 24                | Tatiana Nemtsova     | União Soviética    |
| 25                | Jeannine Ferir       | Países Baixos      |
| 26                | Eva Csoma            | Hungria            |
| 27                | Irina Liuliakova     | União Soviética    |
| 28                | Krystyna Wasik       | Polônia            |

### Duplas
| Pos.              | Nome                                     | Nacionalidade      |
| ----------------- | ---------------------------------------- | ------------------ |
| Medalha de ouro   | Marika Kilius / Hans-Jürgen Bäumler      | Alemanha Ocidental |
| Medalha de prata  | Nina Zhuk / Stanislav Zhuk               | União Soviética    |
| Medalha de bronze | Joyce Coates / Anthony Holles            | Reino Unido        |
| 4                 | Margret Göbl / Franz Ningel              | Alemanha Ocidental |
| 5                 | Rita Blumenberg / Werner Mensching       | Alemanha Ocidental |
| 6                 | Hana Dvorakova / Karol Vosatka           | Tchecoslováquia    |
| 7                 | Liudmila Belousova / Oleg Protopopov     | União Soviética    |
| 8                 | Diana Hinko / Heinz Dopfl                | Áustria            |
| 9                 | Barbara Jankowska / Zygmond Kaczmarczyk  | Polônia            |
| 10                | Rosuitha Mauerhofer / Günther Mauerhofer | Alemanha Oriental  |
| 11                | Gerda Johner / Rüdi Johner               | Suíça              |
| 12                | Eva Romanová / Pavel Roman               | Tchecoslováquia    |

### Dança no gelo
| Pos.              | Nome                                     | Nacionalidade      |
| ----------------- | ---------------------------------------- | ------------------ |
| Medalha de ouro   | Doreen Denny / Courtney Jones            | Reino Unido        |
| Medalha de prata  | Catherine Morris / Michael Robinson      | Reino Unido        |
| Medalha de bronze | Christiane Guhel / Jean Paul Guhel       | França             |
| 4                 | Rita Paucka / Peter Kwiet                | Alemanha Ocidental |
| 5                 | Elly Thal / Hannes Burkhardt             | Alemanha Ocidental |
| 6                 | Lucia Zorn / Rudolf Zorn                 | Áustria            |
| 7                 | Eva Romanová / Pavel Roman               | Tchecoslováquia    |
| 8                 | Annick de Trentinian / Philippe Aumond   | França             |
| 9                 | Catharina Odink / Jacobus Odink          | Países Baixos      |
| 10                | Adriana Giuggiolini / Germano Ceccattini | Itália             |
| 11                | Helga Michlmayer / Gerald Felsinger      | Áustria            |
| 12                | Danielle Jaton / Charly Pichard          | Suíça              |
| 13                | Maria Grazia Toncelli / Vincio Toncelli  | Itália             |
| 14                | Ludovica Boccacci / Gianfranco Canepa    | Itália             |
| 15                | Elżbieta Zdankiewicz / Emanuel Koczyba   | Polônia            |

## Quadro de medalhas
| Ordem | País               | Medalha de ouro | Medalha de prata | Medalha de bronze |    | Ordem por total |
| ----- | ------------------ | --------------- | ---------------- | ----------------- | -- | --------------- |
| 1     | Reino Unido        | 1               | 1                | 1                 | 3  | 1               |
| 2     | Áustria            | 1               |                  | 1                 | 2  | 2               |
| 3     | Alemanha Ocidental | 1               |                  |                   | 1  | 5               |
| 3     | Tchecoslováquia    | 1               |                  |                   | 1  | 5               |
| 5     | França             |                 | 1                | 1                 | 2  | 2               |
| 5     | Países Baixos      |                 | 1                | 1                 | 2  | 2               |
| 7     | União Soviética    |                 | 1                |                   | 1  | 5               |
| TOTAL | TOTAL              | 4               | 4                | 4                 | 12 | —               |